# وان (شهرک)
وان (به انگلیسی: Vaughan) یک شهرک در کانادا است که در Regional Municipality of York واقع شده‌است.

## خصوصیات
وان ۲۸۸٬۳۰۱ نفر جمعیت دارد.

## خواهرخوانده
شهرهای رمله، سورا، لاتزیو، لانچانو و یاکوتسک خواهرخوانده‌های وان هستند.